# Puchar Danii w piłce siatkowej mężczyzn (2021/2022)
Puchar Danii w piłce siatkowej mężczyzn 2021/2022 – 46. sezon rozgrywek o siatkarski Puchar Danii zorganizowany przez Volleyball Danmark. Zainaugurowany został 21 września 2021 roku.
Rozgrywki składały się z dwóch rund wstępnych, 1/8 finału, ćwierćfinałów oraz turnieju finałowego. Brały w nich udział kluby z VolleyLigaen, 1. division, 2. division oraz lig regionalnych. We wszystkich rundach rywalizacja toczyła się w systemie pucharowym, a o awansie decydował jeden mecz.
Turniej finałowy odbył się w dniach 4-5 lutego 2021 roku w Ceres Park & Arena w Aarhus. Po raz ósmy Puchar Danii zdobył klub Gentofte Volley, który w finale pokonał Middelfart VK. Trzecie miejsce zajął VK Vestsjælland.
MVP (Pokalfighter) finału został Kanadyjczyk Nick Mickelberry z Middelfart VK.

## Drużyny uczestniczące
| VolleyLigaen (10 drużyn) | VolleyLigaen (10 drużyn) |
| ------------------------ | ------------------------ |
| Amager VK                | ćwierćfinał              |
| ASV Elite                | 4. miejsce               |
| DHV Odense               | 1/8 finału               |
| Gentofte Volley          | 1. miejsce               |
| Hvidovre VK              | ćwierćfinał              |
| Ikast KFUM               | 1/8 finału               |
| Marienlyst-Fortuna       | ćwierćfinał              |
| Middelfart VK            | 2. miejsce               |
| Nordenskov UIF           | ćwierćfinał              |
| VK Vestsjælland          | 3. miejsce               |

| 1. division (13 drużyn) | 1. division (13 drużyn) |
| ----------------------- | ----------------------- |
| Aalborg Volley          | 1/8 finału              |
| Amager VK 2             | 1/8 finału              |
| ASV Aarhus 2            | 1. runda                |
| ASV Aarhus 3            | 2. runda                |
| Bedsted KFUM            | 2. runda                |
| DTU Volley              | 1. runda                |
| Frederiksberg Volley    | 1/8 finału              |
| Gentofte Volley 2       | 1/8 finału              |
| Hvidovre VK 2           | 1/8 finału              |
| IF Lyseng               | 1/8 finału              |
| Ishøj Volley            | 2. runda                |
| Randers VK              | 1. runda                |
| VLI                     | 1. runda                |

| 2. division (3 drużyny) | 2. division (3 drużyny) |
| ----------------------- | ----------------------- |
| AAIG                    | 1. runda                |
| Lyngby-Gladsaxe Volley  | 2. runda                |
| VK Vestsjælland 2       | 2. runda                |
| Pozostałe (3 drużyny)   |                         |
| Roskilde VK             | 2. runda                |
| VK Raptus               | 2. runda                |
| VK Vendsyssel           | 2. runda                |

### Drużyny rozstawione
| Nr      | Drużyna            |
| ------- | ------------------ |
| 1       | Gentofte Volley    |
| 2       | Marienlyst-Fortuna |
| 3       | Middelfart VK      |
| 4       | VK Vestsjælland    |
| 5       | Hvidovre VK        |
| 6       | ASV Elite          |
| 7       | Nordenskov UIF     |
| 8       | Amager VK          |
| Źródło: |                    |

## Rozgrywki

### 1. runda
| 21.09.2021 20:00 (UTC+2) | VK Vestsjælland 2 | 3:2 (19:25, 25:21, 25:17, 23:25, 15:10) | DTU Volley | Korsør Hallen, Korsør Sędziowie: Jan Herneth i Olaf Jørs |

| 21.09.2021 20:00 (UTC+2) | ASV Aarhus 2 | 0:3 (20:25, 20:25, 17:25) | DHV Odense | Ceres Park & Arena – Hal 2, Aarhus Sędziowie: Nicklas Kjær Thomsen i Carsten Høll Kristensen |

| 22.09.2021 20:30 (UTC+2) | VLI | 0:3 (19:25, 21:25, 22:25) | Ishøj Volley | Kedelhallen, Frederiksberg Sędziowie: Sten Storgaard i Michael Staal |

| 25.09.2021 15:00 (UTC+2) | AAIG | 0:3 (18:25, 18:25, 21:25) | Aalborg Volley | Arena Aabenraa, Aabenraa Sędziowie: Per Vind Petersen i Henrik Bjorholm |

| 26.09.2021 12:00 (UTC+2) | Randers VK | 2:3 (20:25, 26:24, 25:18, 16:25, 8:15) | IF Lyseng | Randers Real Idrætshal, Randers Sędziowie: Bruno Bennedsen i Flemming Munk |

### 2. runda
| 11.10.2021 19:00 (UTC+2) | Roskilde VK | 0:3 (12:25, 13:25, 7:25) | Amager VK 2 | Roskilde Gymnasium, Roskilde Sędziowie: Arne Jensen i Jan Labusz |

| 11.10.2021 20:30 (UTC+2) | Bedsted KFUM | 0:3 (20:25, 13:25, 12:25) | Ikast KFUM | Bedsted Hallen, Bedsted Sędziowie: Flemming Munk i Jan Søgaard |

| 18.10.2021 19:00 (UTC+2) | VK Vendsyssel | 0:3 (16:25, 9:25, 16:25) | IF Lyseng | Toftegårdsskolens Hal, Jerslev Sędziowie: Bruno Bennedsen i Jørgen Gramstrup |

| 20.10.2021 20:00 (UTC+2) | ASV Aarhus 3 | 0:3 (15:25, 17:25, 19:25) | DHV Odense | Ceres Park & Arena – Hal 2, Aarhus Sędziowie: Nicklas Kjær Thomsen i Per Vind Petersen |

| 21.10.2021 18:45 (UTC+2) | VK Vestsjælland 2 | 0:3 (12:25, 13:25, 24:26) | Frederiksberg Volley | Korsør Hallen, Korsør Sędziowie: Carsten B. Nielsen i Jim Holm Hansen |

| 24.10.2021 13:00 (UTC+2) | VK Raptus | 0:3 (19:25, 15:25, 19:25) | Aalborg Volley | Vejlby-Risskov Hallen, Aarhus Sędziowie: Henrik Bjorholm i Jan Søgaard |

| 24.10.2021 15:30 (UTC+2) | Lyngby-Gladsaxe Volley | 1:3 (18:25, 23:25, 25:22, 20:25) | Hvidovre VK 2 | Engelsborghallen, Kongens Lyngby Sędziowie: Ayhan Günes i Michael Sørensen |

| 24.10.2021 16:00 (UTC+2) | Ishøj Volley | 2:3 (23:25, 24:26, 25:23, 25:22, 7:15) | Gentofte Volley 2 | Strandgårdskolens hal, Ishøj Sędziowie: Michael Andersen i Tim Poulsen |

### 1/8 finału
| 17.11.2021 19:00 (UTC+1) | Hvidovre VK 2 | 0:3 (13:25, 21:25, 19:25) | VK Vestsjælland | Frihedens Idrætscenter – Boldhal, Hvidovre Widzów: 20 Sędziowie: Jan Herneth i Olaf Jørs |

| 19.11.2021 18:00 (UTC+1) | Amager VK 2 | 0:3 (20:25, 19:25, 19:25) | Amager VK | Sundby Idrætspark – Hal 2, Kopenhaga Widzów: 50 Sędziowie: Tim Poulsen i Rasmus Birkholm Jess |

| 20.11.2021 13:00 (UTC+1) | Gentofte Volley 2 | 0:3 (22:25, 23:25, 21:25) | ASV Elite | Kildeskovshallen – Hal 1, Gentofte Widzów: 40 Sędziowie: Michael Andersen i Jan Herneth |

| 20.11.2021 14:00 (UTC+1) | IF Lyseng | 0:3 (8:25, 15:25, 18:25) | Gentofte Volley | Rundhøjhallen, Aarhus Widzów: 60 Sędziowie: Carsten Høll Kristensen i Ayhan Günes |

| 20.11.2021 16:30 (UTC+1) | Frederiksberg Volley | 0:3 (20:25, 22:25, 15:25) | Marienlyst-Fortuna | Bülowsvejhallen, Frederiksberg Widzów: 37 Sędziowie: Michael Andersen i Tim Poulsen |

| 21.11.2021 14:00 (UTC+1) | Ikast KFUM | 1:3 (25:19, 20:25, 21:25, 18:25) | Middelfart VK | Hyldgårdsskolens Hal B, Ikast Widzów: 61 Sędziowie: Nicklas Kjær Thomsen i Per Vind Petersen |

| 21.11.2021 17:00 (UTC+1) | DHV Odense | 1:3 (22:25, 22:25, 25:17, 22:25) | Nordenskov UIF | Dalumhallen, Odense Widzów: 45 Sędziowie: Sten Storgaard i Carsten Høll Kristensen |

| 27.11.2021 15:00 (UTC+1) | Aalborg Volley | 1:3 (25:21, 21:25, 26:28, 18:25) | Hvidovre VK | Aalborg Katedralskole, Aalborg Sędziowie: Carsten Høll Kristensen i Nicklas Kjær Thomsen |

### Ćwierćfinały
| 12.12.2021 15:00 (UTC+1) | Nordenskov UIF | 1:3 (25:23, 27:29, 21:25, 17:25) | VK Vestsjælland | Helle Hallen, Årre Widzów: 95 Sędziowie: Tim Poulsen i Michael Andersen |

| 14.12.2021 19:30 (UTC+1) | Amager VK | 0:3 (17:25, 19:25, 18:25) | Gentofte Volley | Sundby Idrætspark – Hal 2, Kopenhaga Widzów: 90 Sędziowie: Jan Herneth i Tim Poulsen |

| 07.01.2022 19:30 (UTC+1) | Middelfart VK | 3:0 (25:22, 26:24, 25:16) | Hvidovre VK | Lillebæltshallen A, Middelfart Widzów: 80 Sędziowie: Jørgen Gramstrup i Henrik Bjorholm |

| 07.01.2022 20:00 (UTC+1) | Marienlyst-Fortuna | 2:3 (25:18, 23:25, 25:19, 18:25, 12:15) | ASV Elite | Klostermarkshallen, Odense Widzów: 20 Sędziowie: Flemming Munk i Morten Engborg Klein |

### Turniej finałowy

#### Półfinały
| 04.02.2022 17:30 (UTC+1) | Gentofte Volley | 3:0 (25:15, 25:22, 25:17) | ASV Elite | Ceres Park & Arena – Hal 1, Aarhus Widzów: 425 Sędziowie: Sten Storgaard i Tim Poulsen |

| 04.02.2022 19:30 (UTC+1) | VK Vestsjælland | 2:3 (25:17, 25:21, 18:25, 22:25, 9:15) | Middelfart VK | Ceres Park & Arena – Hal 1, Aarhus Widzów: 300 Sędziowie: Tim Poulsen i Sten Storgaard |

#### Mecz o 3. miejsce
| 05.02.2022 9:30 (UTC+1) | ASV Elite | 1:3 (18:25, 25:20, 27:29, 19:25) | VK Vestsjælland | Ceres Park & Arena – Hal 1, Aarhus Widzów: 190 Sędziowie: Michael Andersen i Carsten Høll Kristensen |

#### Finał
| 05.02.2022 15:00 (UTC+1) | Gentofte Volley | 3:2 (25:23, 25:20, 24:26, 20:25, 16:14) | Middelfart VK | Ceres Park & Arena – Hal 1, Aarhus Widzów: 500 Sędziowie: Flemming Munk i Nicklas Kjær Thomsen |